# Central City (Kentucky)
Central City és una població dels Estats Units a l'estat de Kentucky. Segons el cens del 2000 tenia 5.893 habitants.

## Demografia
Segons el cens del 2000, Central City tenia 5.893 habitants, 2.065 habitatges, i 1.410 famílies. La densitat de població era de 435 habitants/km².
Dels 2.065 habitatges en un 28,7% hi vivien nens de menys de 18 anys, en un 51,5% hi vivien parelles casades, en un 13,4% dones solteres, i en un 31,7% no eren unitats familiars. En el 29,5% dels habitatges hi vivien persones soles el 15,5% de les quals corresponia a persones de 65 anys o més que vivien soles. El nombre mitjà de persones vivint en cada habitatge era de 2,39 i el nombre mitjà de persones que vivien en cada família era de 2,95.
Per edats la població es repartia de la següent manera: un 20,1% tenia menys de 18 anys, un 10,6% entre 18 i 24, un 30,8% entre 25 i 44, un 22,2% de 45 a 60 i un 16,3% 65 anys o més.
L'edat mediana era de 38 anys. Per cada 100 dones de 18 o més anys hi havia 120,3 homes.
La renda mediana per habitatge era de 27.371$ i la renda mediana per família de 32.959$. Els homes tenien una renda mediana de 29.284$ mentre que les dones 18.265 $. La renda per capita de la població era de 12.637$. Entorn del 18,4% de les famílies i el 20,5% de la població estaven per davall del llindar de pobresa.

## Poblacions més properes
El següent diagrama mostra les poblacions més properes.